# 베네수엘라의 정당
다음 글은 베네수엘라의 정당 관련 내용을 보여 준다.

## 역사
베네수엘라는 다당제 국가이다. 2022년 현재 베네수엘라의 여당은 베네수엘라 연합사회당이며, 사회주의 집권 연정인 애국 연합을 이끌고 있다.

## 정당 목록
| 성향 : 친차베스주의 반차베스주의 |

|  | 정당명                     | 의석수 | 이념                                                    | 스펙트럼    |
|  | -------------------------- | ------ | ------------------------------------------------------- | ----------- |
|  | 사회당                     | 52     | 21세기 사회주의, 차베스주의, 볼리바르주의, 마르크스주의 | 좌익 ~ 극좌 |
|  | 정의제일당                 | 33     | 사회자유주의, 반차베스주의                              | 중도주의    |
|  | 민주행동당                 | 25     | 사회민주주의, 제3의길                                   | 중도주의    |
|  | 새 시대                    | 18     | 사회민주주의, 자유사회주의                              | 중도좌파    |
|  | 민중의 의지                | 14     | 자유민주주의, 중도주의                                  | 중도주의    |
|  | 급진운동                   | 4      | 민주사회주의, 급진주의                                  | 좌익        |
|  | 베네수엘라 진보주의자 운동 | 4      | 진보주의, 사회민주주의                                  | 중도좌파    |
|  | 베네수엘라의 계획          | 2      | 기독교민주주의, 사회보수주의                            | 우익        |
|  | 베네수엘라 공산당          | 2      | 공산주의, 마르크스-레닌주의, 스탈린주의, 반수정주의     | 극좌        |
|  | 진보적인 전진              | 2      | 사회민주주의, 자유민주주의                              | 중도우파    |

## 같이 보기
- 베네수엘라의 정치